# 打狗水道浄水池
打狗水道浄水池（だくすいどうじょうすいち）は台湾高雄市鼓山区の寿山山麓にある日本統治時代に設置された浄水場。竹寮取水站とともに高雄地区で最も早く整備された上水道インフラで、戦後も台湾自来水公司の寿山配水池として稼働している。

## 沿革

### 戦前
清朝から明治政府に割譲された台湾では平定時に多数の兵士が風土病に罹患したことから公衆衛生の向上を図るべくウィリアム・K・バートンや浜野弥四郎ら台湾総督府の要請で派遣された技術者により水道インフラ整備と各地の地勢調査が行われた(pp2-10～2-11)。
高雄地区でも1908年に鳳山庁（その後台南庁）は打狗港周辺の築港・市街地改善の一環として「打狗市区改善計画」を公告、鼓山区一帯の飲料水は塩分濃度が高いため給水量の不足が予想された(p2-21)。打狗山（寿山）の丘陵の自然水だけでは賄うことができず、水質も高硬度だった(p2-23)。
鳳山郡大樹庄九曲堂（現・大樹区）の高屏渓右岸にある「竹仔寮取水場（現・竹寮取水站）」から取水、大樹庄小坪頂（現・大樹区小坪里）に一次浄水場として設置された小坪頂水源地（現・坪頂給水廠）で濾過後に小坪頂山に揚水し重力落下方式で打狗川（愛河）西岸の市街地に給水する方式が採用された(p2-23)。打狗水道全体の事業費は当時の金額で総額1,221万7,081円72銭。
1910年（明治43年）6月に起工、1913年（大正2年）年末に給水を開始した。高度は36メートルで小坪頂とは44メートルの、高雄港市街地とは8.3メートルの高度差があった(p2-27)。
寿山山麓のこの場所で一旦貯水され、市街地や海を隔てた旗後（現在の旗津区）に再配水されていた。管轄は台湾総督府土木局から台南庁打狗水道事務所、1924年からは高雄市役所土木水道課と変遷した(p99)。
| 打狗水道（1=坪頂給水廠、2=竹寮取水站、3=高屏渓攔河堰、4=打狗水道浄水池） |

### 戦後
1957年までに3,200立方メートルの寿山高地配水池が増設された(p154)(p2-37)。2004年4月9日、市定古蹟に登録

## 建築
浄水井戸は底面がコンクリートで側壁はレンガ造。内径4.55メートル、深さ3.69メートル、井戸上部には直径6.06メートルの円形鉄筋コンクリート建屋がある。浄水池は全てが鉄筋コンクリートで全長48.03メートル、幅25.09メートル、2槽構成で各水槽内は長さ25.09メートル、幅23.27メートル、水深3.79メートルとなっている。浄水池上部は30センチ厚の砕石層と60センチ厚の土で覆われ、地表にはトーチカ状の通気口が露出している。